# Пручаї
Пручаї́ — село в Україні, у Прилуцькому районі Чернігівської області. Населення становить 6 осіб. Входить до складу Сухополов'янської сільської громади.

## Географія
Селом протікає річка Утка, ліва притока Удаю.

## Історія
Село Пручаї більше відоме як хутір, який зараз перебуває на межі вимирання і в якому залишилося тільки дві молоді сім'ї. Пручаї дуже мальовничі, оскільки тут є гори, через які місцеві селяни називають їх «другою Швейцарією». Назва хутора походить від козака Пручая, завдяки якому названий мальовничий хутір.
Хутір входив до 1781 року до Переволочанської сотні Прилуцького полку, а потім до Прилуцького повіту Чернігівського намісництва.
Станом на 1800 рік — хутір Прочаївський — 17 податкових душ.
Найдавніше знаходження на мапах — 1826-1840 рік як хутір Прочаївський.
У 1862 році на хуторі володарському та казеному Пручаевський було 30 дворів, де проживала 201 особа.
У 1911 році на хуторі Пручай жило 150 осіб.
До 2019 року орган місцевого самоврядування — Охіньківська сільська рада.

## Населення

### Мова
Розподіл населення за рідною мовою за даними перепису 2001 року:
| Мова       | Кількість | Відсоток |
| ---------- | --------- | -------- |
| українська | 58        | 98.31%   |
| російська  | 1         | 1.69%    |
| Усього     | 59        | 100%     |

## Відомі люди
На хуторі Пручаї провів своє дитинство український фольклорист і етнограф Василь Петрович Милорадович (1845[6]–1910).